# 米氏蛇鰻
米氏蛇鰻，為輻鰭魚綱鰻鱺目糯鰻亞目蛇鰻科蛇鰻屬的其中一種，分布於西南大西洋的巴西海域，棲息深度可達177公尺，棲息在底層水域，屬肉食性，生活習性不明。

## 擴展閱讀
維基物種上的相關：米氏蛇鰻